# Syria Mosque
Syria Mosque es un álbum en vivo de la banda de rock The Allman Brothers Band. Fue grabado el 17 de enero de 1971 en el Syria Mosque en Pittsburgh, Pensilvania. Se publicó en streaming y descarga digital el 28 de octubre de 2022 y fue lanzado en CD el 16 de diciembre de 2022. Fue publicado el 22 de abril de 2023 durante el Record Store Day como un doble LP.
El álbum presenta la formación original de The Allman Brothers Band. Grabaciones piratas de esta actuación han circulado  en el pasado, a veces con una fecha de grabación incorrecta. El telonero de este concierto fue Taj Mahal.

## Recepción de la crítica
En Glide Magazine, Doug Collette dijo que el álbum tiene “un ritmo extremadamente bueno y, a menudo, ardiente en su intensidad”, y añadió: “Si bien es otra iteración de la brillantez evidente en At Fillmore East, es digno de mención en la medida en que constituye una actuación completa, con una calidad de audio generalmente aceptable, dentro de un empaque elegante y detallado”. Gerrod Harris, escribiendo para Spill Magazine, declaró: “Si bien no es de la mejor calidad de sonido – el disco se grabó directamente desde la pizarra del recinto y desde entonces ha sido remasterizado – Syria Mosque es una vistazo de The Allman Brothers Band en su máximo rendimiento”.

## Lista de canciones
| Lista de canciones de Syria Mosque |                                                |          |  |
| N.º                                | Título                                         | Duración |  |
| 1.                                 | «Introduction»                                 | 0:34     |  |
| 2.                                 | «Statesboro Blues» (Willie McTell)             | 4:14     |  |
| 3.                                 | «Trouble No More» (Muddy Waters)               | 3:43     |  |
| 4.                                 | «Don't Keep Me Wonderin'» (Gregg Allman)       | 3:16     |  |
| 5.                                 | «In Memory of Elizabeth Reed» (Dickey Betts)   | 14:34    |  |
| 6.                                 | «Midnight Rider» (G. Allman, Robert Kim Payne) | 2:59     |  |
| 7.                                 | «You Don't Love Me» (Willie Cobbs)             | 14:58    |  |
| 8.                                 | «Whipping Post» (G. Allman)                    | 20:16    |  |

## Créditos
The Allman Brothers Band
- Duane Allman – guitarra
- Gregg Allman – teclados, coros
- Dickey Betts – guitarra
- Berry Oakley – bajo eléctrico
- Butch Trucks – batería, timbal
- Jai Johanny Johanson – batería, percusión

## Posicionamiento
| Gráficas (2023)                                    | Pico de posición |
| -------------------------------------------------- | ---------------- |
| Estados Unidos (Billboard Top Album Sales)         | 28               |
| Estados Unidos (Billboard Top Current Album Sales) | 22               |
| Estados Unidos (Billboard Tastemaker Albums)       | 15               |
| Estados Unidos (Billboard Vinyl Albums)            | 19               |